# Parafia Świętych Apostołów Piotra i Pawła w Zieleniu
Parafia Świętych Apostołów Piotra i Pawła w Zieleniu – parafia rzymskokatolicka, znajdująca się w diecezji toruńskiej, w dekanacie Kowalewo Pomorskie.
Na obszarze parafii leżą miejscowości: Zieleń, Małe Radowiska, Pływaczewo. 